# Adrian Zuckerman
Adrian Zuckerman (n. 22 septembrie 1956, București, România) este un avocat și diplomat american originar din România, de etnie evreiască, care a îndeplinit funcția de ambasador al SUA în România (decembrie 2019 - februarie 2021). Acesta vorbește fluent atât limba engleza, cât și limba română.. Zuckerman este primul ambasador al SUA în România născut in România.